# Thierry Gouvenou
Thierry Gouvenou, né le 14 mai 1969 à Vire (Calvados), est un ancien coureur cycliste français, professionnel de 1991 à 2002. Il est devenu ensuite le directeur technique des épreuves d'Amaury Sport Organisation. 

## Biographie

### Carrière cycliste
Ses parents tenaient un magasin de cycles à Vire.
Il commence le cyclisme à l'âge de sept ans, entrant au Vélo-club du Bocage (VCB). Après avoir remporté le Paris-Roubaix en amateur, il signe son premier contrat professionnel à l'âge de 22 ans chez « Z » aux côtés de Greg LeMond et Gilbert Duclos-Lassalle. En 2002, il termine septième de Paris-Roubaix, et premier Français dans cette épreuve. N'ayant pas toutes les qualités pour être leader, il tint un rôle d'équipier durant ses 12 ans de carrière. Il a participé à sept Tours de France.

### Organisation de courses
À compter de 2004, il travaille pour Amaury Sport Organisation (ASO) pour l'organisation de courses cyclistes telles que le Tour de France ou Paris-Roubaix, auprès de Jean-François Pescheux. Durant le Tour de France, il est régulateur, son rôle consiste à faire la circulation de tous les véhicules à l'intérieur de la course depuis une moto. 
En 2011, il est élu président du secteur professionnel du Rassemblement des Organisateurs des Courses Cyclistes (ROCC), il succède à ce poste à Jean-François Pescheux.
En 2012, il intègre le bureau exécutif de la Ligue nationale de cyclisme.
En 2014, il devient directeur de course du Tour de France à la place de Jean-François Pescheux, il est ainsi le n° 2 du Tour sur le plan sportif, derrière Christian Prudhomme, directeur du Tour. Il est notamment impliqué dans la conception des parcours de cette épreuve. Il occupe également la fonction de directeur de course sur d'autres courses organisées par ASO parmi lesquelles Paris-Roubaix.

## Palmarès

### Coureur amateur[2]
- 1985
  - 2e du championnat de France de poursuite cadets
  - 3e du championnat de France de vitesse cadets
- 1986
  - 2e du championnat de France du contre-la-montre par équipes juniors
- 1987
  -  Champion de France de poursuite par équipes juniors
  - Circuit Rance Émeraude
  - 3e du championnat de France du contre-la-montre par équipes juniors
- 1988
  -  Champion de France UNSS
  - Prix du Confolentais
  - 3e des Trois Jours de Cherbourg
- 1989
  - Champion de Normandie sur route
  - Trophée Robert Gauthier
  - 3e étape des Trois Jours de Cherbourg
  - 2e du Grand Prix de Fougères
  - 2e des Trois Jours de Cherbourg
  - 3e de Paris-Troyes
  - 3e du championnat de France de poursuite par équipes
  - 3e du Grand Prix de l'Équipe et du CV 19e
- 1990
  - Circuit méditerranéen
  - La Tramontane
  - Paris-Roubaix amateurs
  - 2e du Grand Prix de Lillers
  - 2e de Rouen-Gisors
  - 3e de Paris-Connerré

### Coureur professionnel
- 1991
  - 3e du Duo normand (avec Christophe Capelle)
- 1995
  - Trio normand (avec Eddy Seigneur et François Lemarchand)
  - 3e du Grand Prix de Denain
- 1998
  - 4e étape du Tour de Normandie
  - 3e du Tour de Normandie
- 1999
  - 3e du Tour de Normandie
- 2002
  - 7e de Paris-Roubaix

### Résultats sur les grands tours

#### Tour de France
7 participations
- 1994 : 78e
- 1995 : hors délais (9e étape)
- 1996 : 114e
- 1997 : 88e
- 1998 : 59e
- 1999 : 96e
- 2001 : 131e

#### Tour d'Italie
1 participation
- 1992 : 90e

#### Tour d'Espagne
1 participation
- 1995 : 97e